# Todos están muertos (película de 2014)
Todos están muertos es una película española de drama con toques de comedia y realismo mágico estrenada en 2014, ópera prima de la directora valenciana Beatriz Sanchís y protagonizada por la actriz Elena Anaya .

## Sinopsis
Lupe fue una estrella relevante del rock español en la década de 1980, pero ahora calza bata y zapatillas y ha dejado atrás la fama, los conciertos y el éxito. No se atreve a salir de casa y es su madre, Paquita, una mujer de origen mexicano quien se ocupa de ella y de su nieto adolescente. El problema es que a Paquita se le acaba el tiempo y no quiere morirse sin antes arreglar varios asuntos pendientes.

## Reparto
- Elena Anaya . . . Lupe
- Nahuel Pérez Biscayart. . . Diego
- Angélica Aragón . . . Paquita
- Christian Bernal . . . Pancho
- Patrick Criado . . . Víctor
- Patricia Reyes Spíndola. . . Doña Rosario
- Macarena García . . . Nadia

## Nominaciones y premios
Festival de Málaga 2014
| Categoría                                | Persona         | Resultado |
| ---------------------------------------- | --------------- | --------- |
| Bisnaga de Oro                           | Beatriz Sanchís | Nominada  |
| Bisnaga de Plata a la mejor actriz       | Elena Anaya     | Ganadora  |
| Premio Especial del Jurado               | Beatriz Sanchís | Ganadora  |
| Premio Especial del Jurado Joven         | Beatriz Sanchís | Ganadora  |
| Bisnaga de Plata a la mejor banda sonora | Akrobats        | Ganadora  |

Fotogramas de Plata 2014
| Categoría            | Persona     | Resultado |
| -------------------- | ----------- | --------- |
| Mejor actriz de cine | Elena Anaya | Nominada  |

XXIX Premios Goya
| Categoría                 | Persona         | Resultado |
| ------------------------- | --------------- | --------- |
| Mejor director novel      | Beatriz Sanchís | Nominada  |
| Mejor actriz protagonista | Elena Anaya     | Nominada  |

II Premios Feroz
| Categoría                 | Persona     | Resultado |
| ------------------------- | ----------- | --------- |
| Mejor actriz protagonista | Elena Anaya | Nominada  |

XXIV Premios de la Unión de Actores
| Categoría                 | Persona     | Resultado |
| ------------------------- | ----------- | --------- |
| Mejor actriz protagonista | Elena Anaya | Ganadora  |

Medallas del Círculo de Escritores Cinematográficos de 2014
| Categoría                 | Persona         | Resultado |
| ------------------------- | --------------- | --------- |
| Mejor actriz protagonista | Elena Anaya     | Nominada  |
| Director revelación       | Beatriz Sanchís | Nominada  |